# Agnes Marshall
Pour les articles homonymes, voir Marshall.
Agnes Bertha Marshall (24 août 1855 - 29 juillet 1905) est une entrepreneure culinaire anglaise. Elle est une écrivaine de cuisine de premier plan à l'époque victorienne et est surnommée « la reine des glaces » pour ses travaux sur la crème glacée et autres desserts glacés. L'époque étant antérieure à la démocratisation de la réfrigération domestique, son succès a augmenté la demande londonienne de glace importée de Norvège. 

## Biographie

### Enfance et éducation
Marshall naît à Walthamstow, Essex. Son père, John Smith, est commis et meurt quand elle est enfant ; sa mère, Susan, se remarie. Les débuts de Marshall restent obscurs, mais il a été écrit plus tard dans la Pall Mall Gazette qu'elle a étudié la cuisine dès son plus jeune âge, et « a appris à Paris et avec les célèbres chefs de Vienne ». Elle épouse Alfred William Marshall en 1878. 

### Enseignement

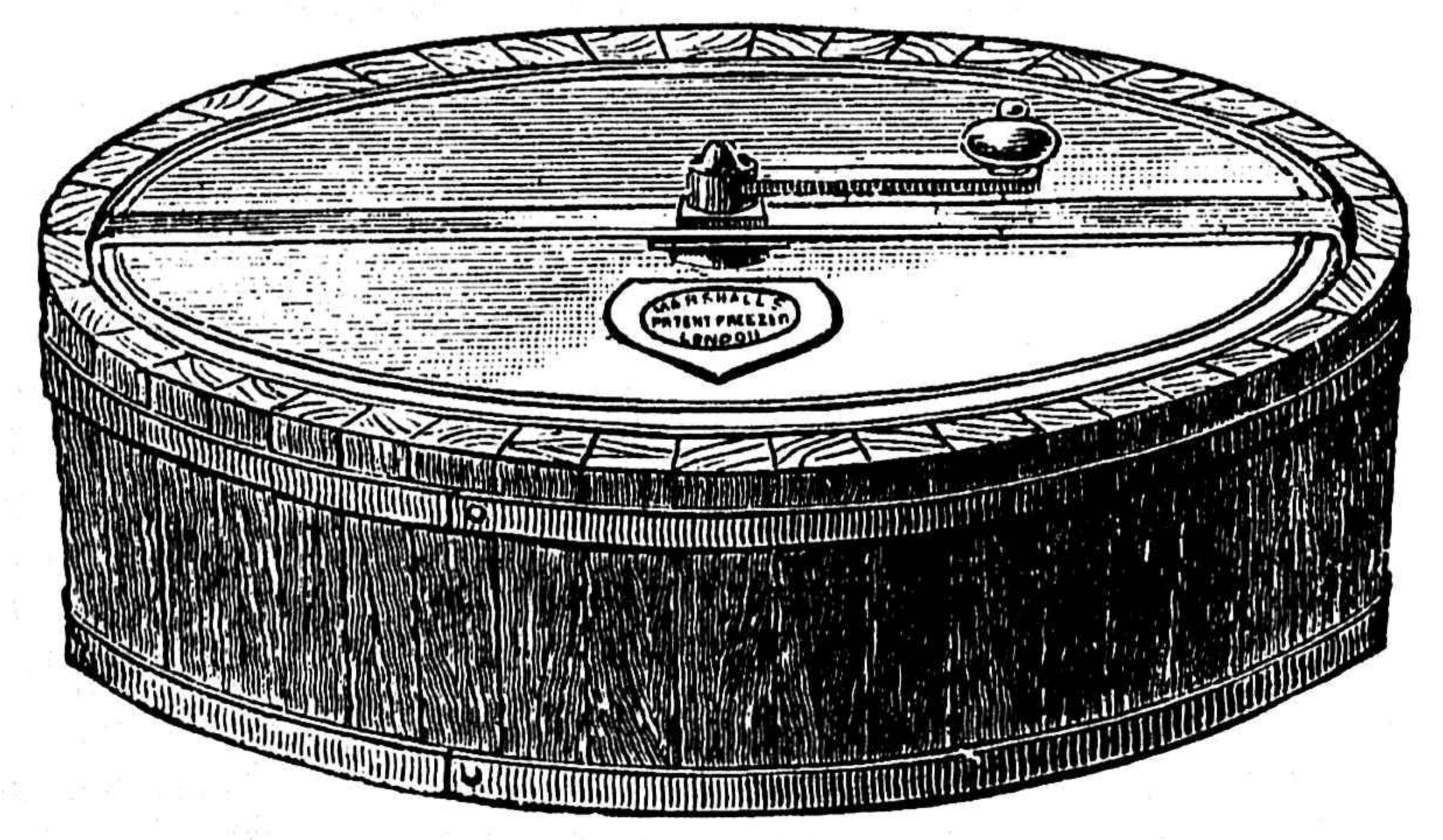
La sorbetière brevetée par Marshall

Elle obtient un brevet en 1885 pour une sorbetière améliorée qui peut congeler une pinte de crème glacée en cinq minutes. Elle suggère d'utiliser de l'azote liquide pour faire des crèmes glacées, une méthode toujours utilisée aujourd'hui par Heston Blumenthal dans son restaurant The Fat Duck. 
Avec son mari, elle crée la Marshall School of Cookery au 30-32 Mortimer Street, au centre de Londres, en 1883. L'école est ouverte à la fois aux cuisiniers et aux maîtresses de maison. À la même adresse, elle expose une cuisine dans laquelle les clients et clientes peuvent acheter « tous les nécessaires de cuisine », une agence de mise en relation de domestiques avec des foyers, un service de traiteur et des équipements et ingrédients.  
Elle publie un hebdomadaire, The Table, à partir de 1886.  
En 1888, elle publie Mrs. A. B. Marshall's Book of Cookery, son livre de cuisine le plus important. Il inclut une recette de « cornets à la crème », la trace écrite la plus ancienne qui ait été trouvée mentionnant un cornet de crème glacée comestible,. L'ouvrage parvient presque à détrôner Mrs Beeton's Book of Household Management, le livre de cuisine le plus célèbre du Royaume-Uni. Les livres de cuisine de Marshall incluent souvent les produits qu'elle vend dans sa boutique et par correspondance. Elle affirme que toutes ses recettes sont originales. 

### Mort
Marshall tombe d'un cheval en 1904 et ne s'en remet jamais complètement. Elle meurt à Pinner l'année suivante et est incinérée au crématorium de Golders Green.     

## Postérité
Marshall se concentre sur le concept de daintiness (« raffinement ») : ses recettes sont beaucoup plus légères et élégantes que celles de ses prédécesseurs. Ce sont probablement ses recettes qui ont lancé la tendance de l'époque édouardienne d'utiliser la nourriture comme décoration plus que pour combler la faim.
Après sa mort, sa succession et les droits sur ses livres sont vendus à l'éditeur d'Isabella Beeton, Ward Lock, « qui avait peu d'intérêt à garder ses recettes imprimées ». Son mari reprend l'entreprise du couple, mais fait faillite. 
Quatre essais biographiques de Robin Weir, Peter Brears, John Deith et Peter Barham sont publiés en 1998 dans un volume intitulé Mrs Marshall: the Greatest Victorian Ice Cream Maker, qui inclut un fac-similé de son Book of Ices de 1885. 
Le chef anglais Heston Blumenthal a qualifié Marshall de « l'une des plus grandes pionnières culinaires que ce pays ait jamais vu ». Un magasin de crème glacée à l'azote liquide inspiré par Marshall a été ouvert en 2014 à St. Louis, Missouri et nommé « Ices Plain & Fancy » d'après son livre,.